# Edifício Triângulo
Edifício Triângulo
O Edifício Triângulo é um edifício comercial localizado no centro de São Paulo, na Rua José Bonifácio, 24, no cruzamento com a Rua Quintino Bocaiúva, próximo à Praça da Sé. Projetado por Oscar Niemeyer e inaugurado em 1955, o edifício é uma das criações do escritório-satélite que o arquiteto carioca manteve em São Paulo na década de 1950, sob o comando de Carlos Lemos.
O edifício foi construído por encomenda do Banco Nacional Imobiliário, organização responsável por empreendimentos voltados à habitação da classe média e ao setor de comércio e serviços, em consonância com o período de grande crescimento econômico que caracterizou os anos 1950 em São Paulo — igualmente marcado pela intensa verticalização da área central da cidade.
Projetado inicialmente em "estilo  Manhattan", com volume prismático, envolto por três tipos diferentes de vidro e coberto por brise-soleils, o edifício encontra-se hoje bastante descaracterizado. As modificações começaram já na fase de projeto, quando a prefeitura determinou o recuo lateral dos andares superiores. Segundo a pesquisadora Daniela Viana Leal, "o edifício Triângulo era um bloco prismático [em que os andares superiores repetem a estrutura dos inferiores], como o Copan. Mas a legislação exigia que, quanto mais alto o prédio, maior fosse o recuo lateral nos andares superiores — aquela impressão de 'bolo de noiva'. Isso não fazia sentido no projeto de Niemeyer, mas foi alterado." Posteriormente, os brise-soleils foram retirados, expondo o edifício à incidência direta do sol. A entrada principal é recoberta por um grande um painel de pastilhas de Di Cavalcanti, hoje bastante deteriorado. Nos anos 1990, moradores de rua faziam  fogueiras junto ao painel, para se aquecer, e parte das pastilhas de vidro caiu, sendo substituída por outras de cerâmica, que também caíram. O mural do edifício foi tombado em 2004, pela prefeitura de São Paulo.

## História

### Os anos 1950 e o Banco Nacional Imobiliário

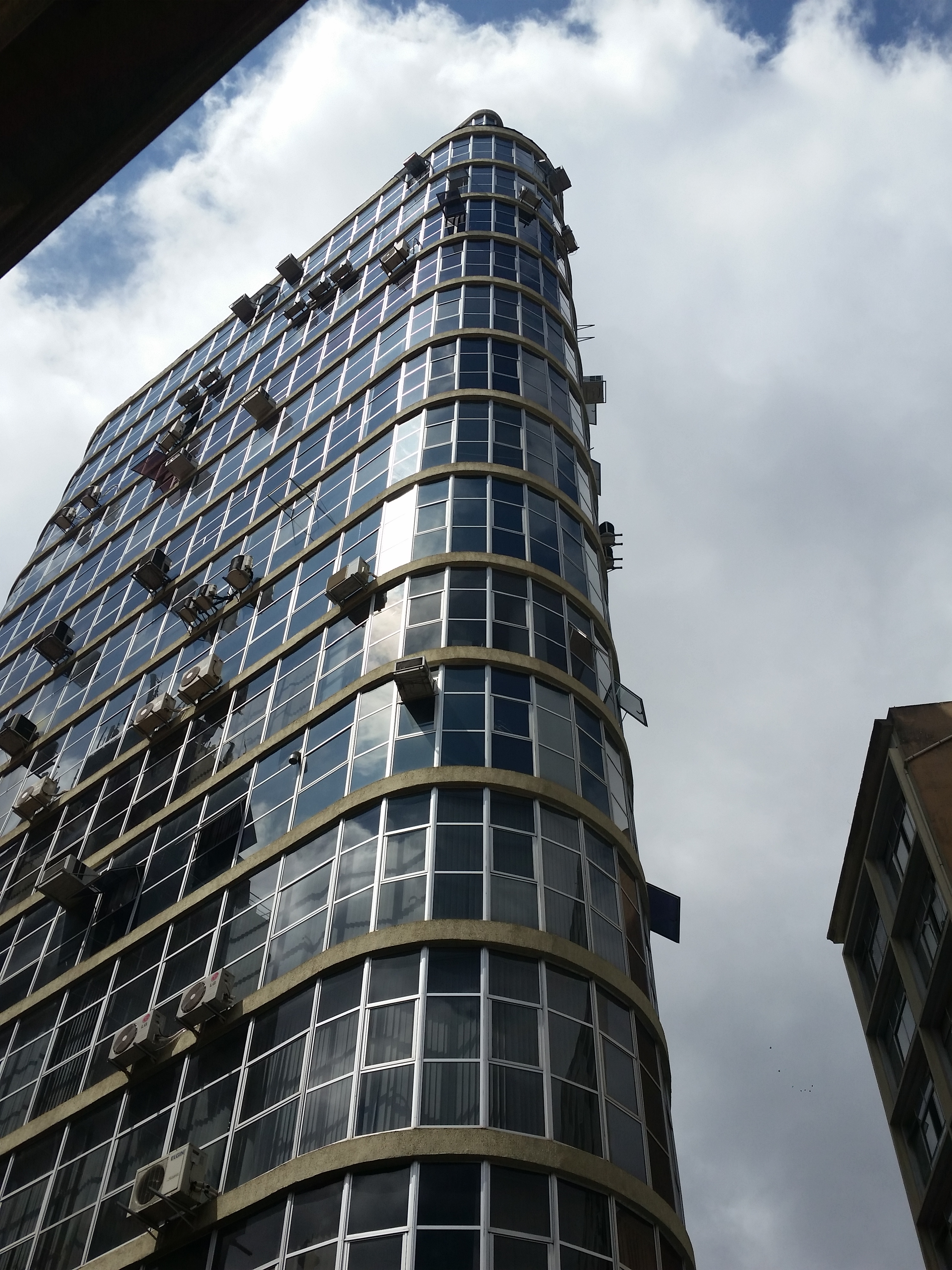
Edifício Triângulo 14

A arquitetura paulistana, nos anos 1950, era marcada pela construção de arranha-céus e melhoramentos urbanos que criassem a imagem de "grande metrópole" que se pretendia para a cidade. Era perceptível, no Brasil, a valorização das artes nacionais com influências europeias, principalmente através de arquitetos imigrantes.
Era um período de aceleração do crescimento urbano e de expansão do mercado imobiliário. Com a grande procura de imóveis, o setor passou a receber investimento maciço. Neste contexto, surgiu o Banco Nacional Imobiliário (BNI), que oferecia empreendimentos parcelados e de baixo custo. Para dar prestígio à marca, o banco atrelava seu nome a grandes personalidades, como Oscar Niemeyer.
Para as obras em São Paulo, Niemeyer foi contratado pelo Banco Nacional Imobiliário para projetar primeiramente o Edifício e Galeria Califórnia, na Rua Barão de Itapetininga. Com o sucesso do empreendimento, também trabalhou na construção do Edifício Montreal e do Edifício Copan, na Avenida Ipiranga, do Edifício Eiffel, na Praça da República e do Edifício Triângulo, no cruzamento das ruas José Bonifácio e Quintino Bocaiuva.

### Escritório-satélite
O sucesso desses empreendimentos dependia da agilidade com que os projetos fossem desenvolvidos e, por isso, de uma proximidade entre o escritório de Oscar Niemeyer, localizado no Rio de Janeiro, e a sede paulistana do Banco Nacional Imobiliário.
O então diretor do BNI, Otávio Frias Filho sugeriu que fosse montada em São Paulo uma filial do escritório de Niemeyer, para que todos os prazos fossem cumpridos. Como chefe dessa filial, Frias sugeriu Carlos Lemos, arquiteto com que já havia trabalhado. O “escritório-satélite” reuniu cerca de cinco funcionários, entre desenhistas e estagiários. Os projetos, então, eram criados no Rio de Janeiro, passavam por conselho do BNI e eram desenhados na sede paulistana.
O desenvolvimento de grandes projetos exigia que Niemeyer e sua equipe viajassem, por um curto período de tempo, para São Paulo. Eram as chamadas “viradas”. Caso alguma decisão de projeto ficasse pendente. A resolução era tomada por Carlos Lemos.
Apesar de estar em seu período áureo na arquitetura paulista, entre os anos de 1955 e 1956, com a inauguração do Parque Ibirapuera, Niemeyer decidiu fechar o escritório-satélite. Muitos especulam sobre o porquê dessa decisão, mas as obras construídas por ele em parceria com o Banco Nacional Imobiliário formam uma espécie de "fase renegada" da obra do arquiteto.

### Edifício Triângulo e problemas com a prefeitura

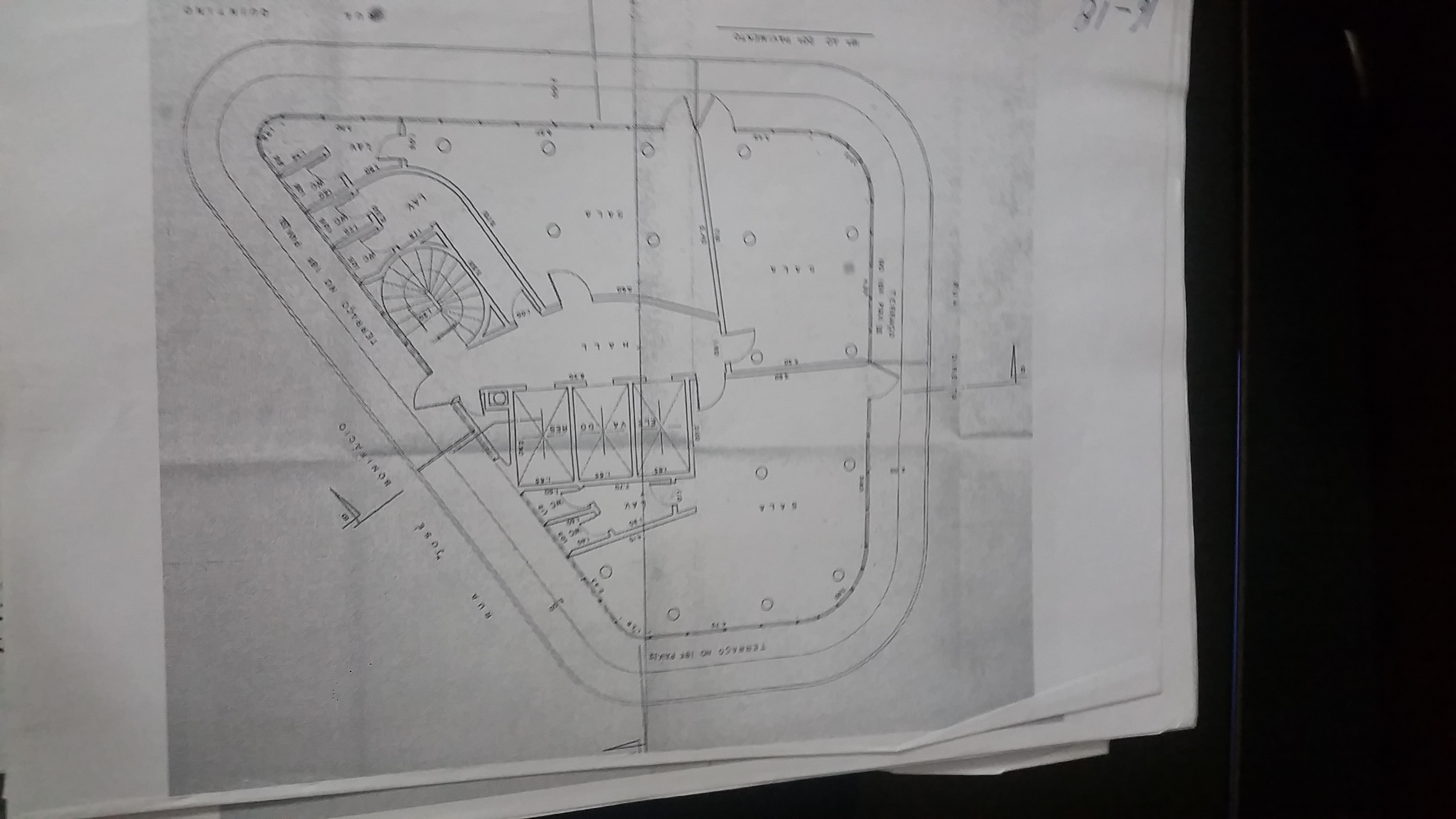
Planta original do edifício

Em uma publicidade, veiculada no jornal O Estado de S. Paulo em 11 de maio de 1952, o Edifício Triângulo era anunciado como o empreendimento “para homens de negócio que sabem quanto vale localizar bem as suas atividades comerciais”.
O maior atrativo era a localização, bem no centro de São Paulo, no quarteirão entre as ruas Quintino Bocaiuva, José Bonifácio e Direita, conhecido como Triângulo. Todo o projeto foi pensado como uma forma de respeitar o aspecto triangular do quarteirão.
A preocupação maior de Oscar Niemeyer, o que também marca sua produção paulistana dos anos 50, era com a volumetria dos edifícios que construía, que muitas vezes ultrapassava a própria funcionalidade dos projetos. Essa é uma das grandes críticas a essa fase do arquiteto, que o mesmo considera como uma fase de experimentações.
O projeto inicial do Edifício Triângulo era de um bloco prismático, com os andares superiores repetindo a estrutura dos andares inferiores. Porém, a legislação urbana da cidade não permitia que fosse construído desse jeito. O recuo dos andares superiores deveria ser maior quanto mais alto fosse o prédio. Dessa forma, criou-se um efeito “bolo de noiva”, em que a estrutura vai ficando mais fina na medida em que o prédio fica mais alto. Essas alterações não foram assinadas por Oscar Niemeyer, ficando a cargo de seu escritório-satélite.

### Crítica ao período

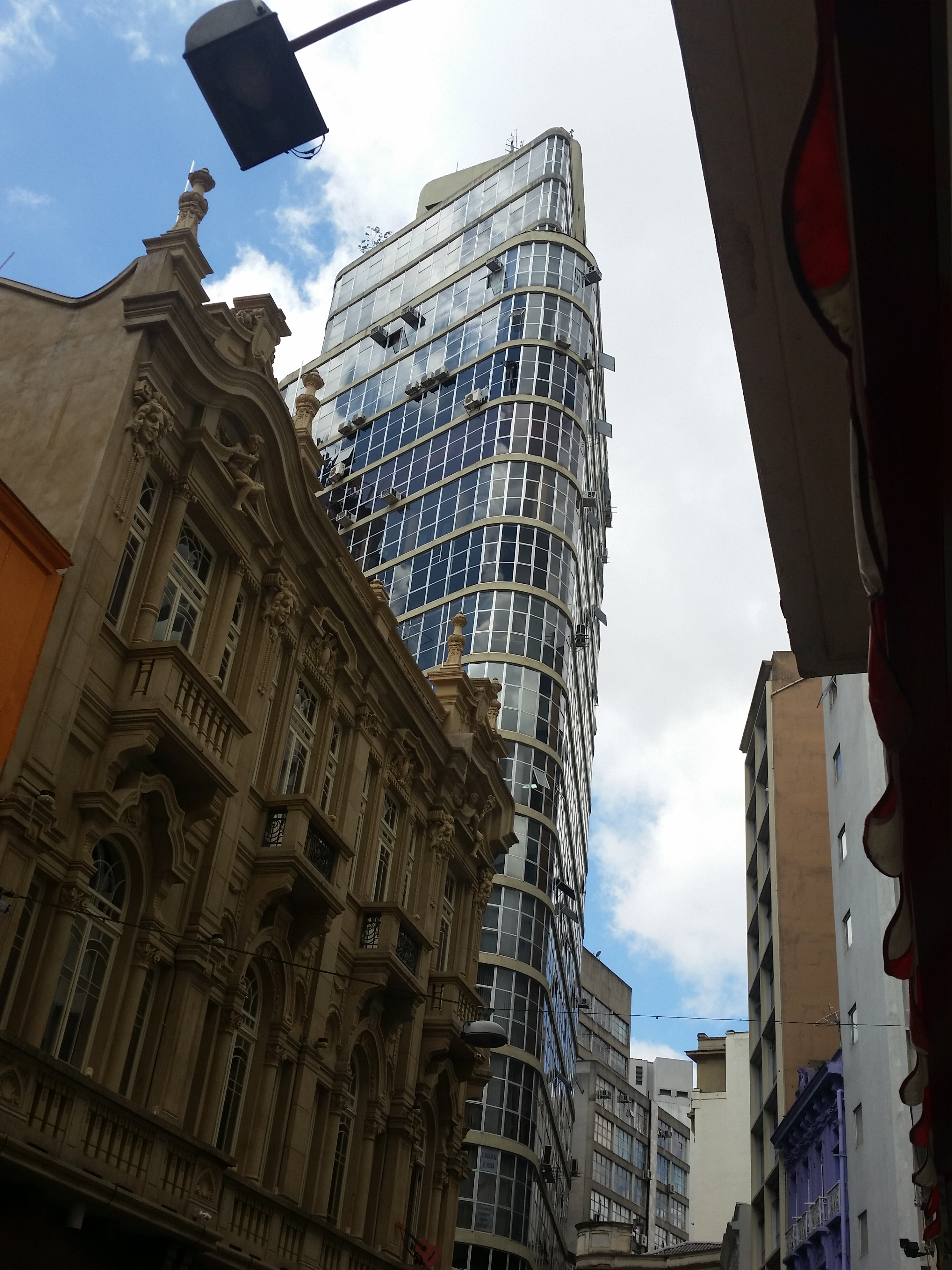
Edifício Triângulo

A obra de Oscar Niemeyer é, no geral, reconhecida pela tendência de idealizar os edifícios em grandes espaços abertos, com a liberdade de ousar estruturalmente sem ter de se preocupar com limitações espaciais específicas.
Pode ser essa a explicação para o período em que o Edifício Triângulo foi projetado ser considerado como uma fase renegada pelo arquiteto. Os projetos, como no caso do Triângulo, sofriam por espaços urbanos limitados, em meio a diversos outros prédios e construções. Além disso, as exigências do mercado imobiliário, que visavam ao lucro acima da funcionalidade social, não correspondiam aos ideais do arquiteto, assumidamente comunista. Unem-se a isso as dificuldades impostas pela legislação paulistana, e pode-se entender porque esse período é um dos menos comentados da vida do arquiteto.
Ainda assim, pesquisadores afirmam que a fase de experimentações e crítica foi essencial para que Niemeyer pudesse projetar Brasília, ai sim, sem as limitações que a cidade de São Paulo impôs.

## Arquitetura

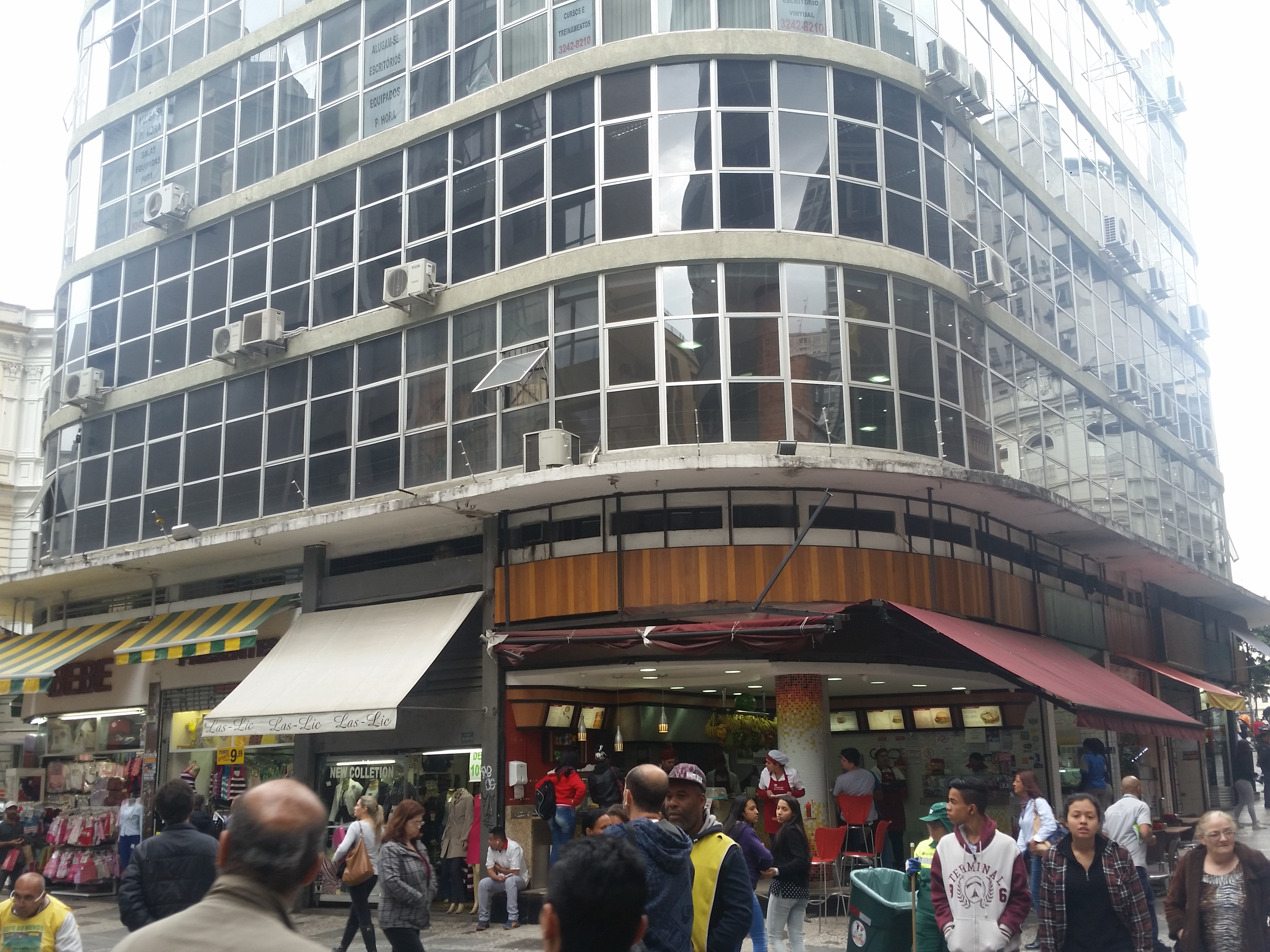
Parte de baixo do Edifício Triângulo

O Edifício Triângulo, com dezoito andares, foi construído a partir do “estilo Manhattan”, também conhecido como “moderno estilizado”, ambos usados como variações de art Déco. Esse estilo é marcado por uma adaptação da sociedade aos princípios do cubismo, com alto rigor geométrico e linhas verticais. O uso intenso de ornamentações também é uma das características do art déco, mesmo quando as estruturas são feitas com materiais simples como concreto armado. Um dos exemplos mais famosos da arquitetura art déco é o Empire State Building, em Nova York.
O projeto inicial do Edifício Triângulo era de um volume prismático, em que os andares superiores repetem a estrutura dos andares inferiores, em forma de triângulo, de maneira a referenciar o triângulo formado pelas ruas Quintino Bocaiuva, Direita e José Bonifácio. As paredes eram envoltas por três tipos diferentes de vidros e cobertas por brise-soleils.
Os brise-soleils, também chamados no Brasil apenas de brises, são espécies de lâminas feitas de concreto, madeira e alumínio, localizadas em frente às aberturas dos edifícios, como uma forma de impedir a incidência direta de radiação solar nos interiores de um edifício. Os brise-soleils ajudam a manter a temperatura interna baixa.
Por conta da legislação paulistana dos anos 1950, tanto o brise quanto a ideia do volume prismático tiveram que ser abandonados. A Prefeitura exigia que, quanto mais alto fosse o prédio, maior o recuo dos andares superiores, criando um efeito “bolo de noiva”.
Mesmo com alterações no projeto, a fachada do Edifício Triângulo continua a mesma. Um painel em pastilhas de vidro desenhadas pelo artista Di Cavalcanti toma parte das áreas lateral e superior da entrada, onde escadas levam à recepção, logo abaixo do nível da rua.

## Significado histórico e cultural

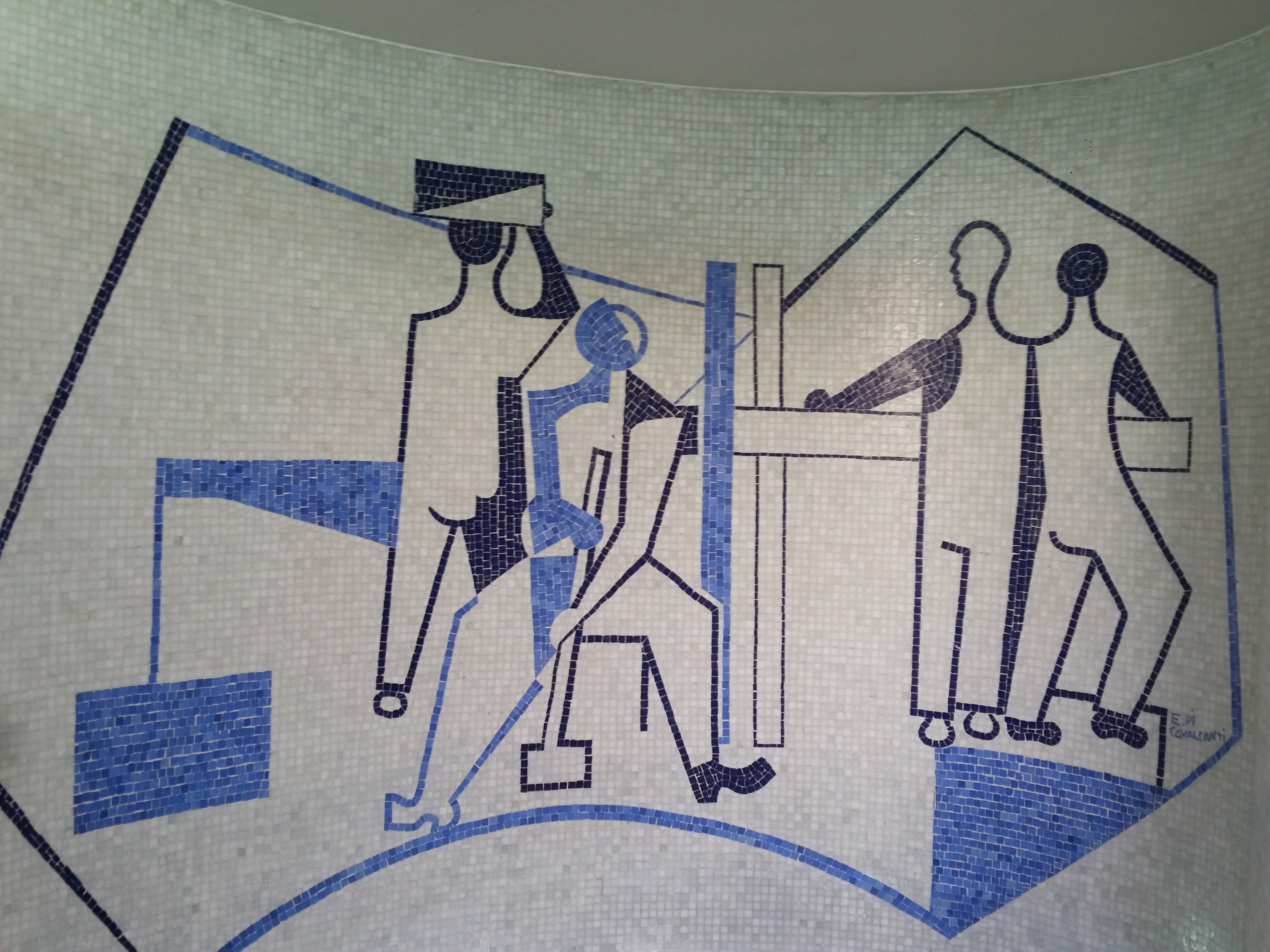
Painel superior criado por Di Cavalcanti

O Edifício Triângulo marca um período “renegado” das obras de Oscar Niemeyer, quando o arquiteto carioca se uniu ao Banco Nacional Imobiliário para construir projetos que atendessem às necessidades de um mercado em expansão, assim como do crescimento urbano. Essa fase incluiu a construção de um dos mais importantes prédios de São Paulo, o Edifício Copan, o único do período que realmente se destacou como projeto arquitetônico e urbanístico inovador. Os outros prédios eram, além do Triângulo, os Edifícios Montreal, Califórnia e Eiffel.
Outra grande importância do Edifício Triângulo é o painel em pastilhas de vidro criado pelo artista Di Cavalcanti, expoente do movimento modernista no Brasil. O painel toma parte das áreas lateral e superior da fachada do Edifício. Cavalcanti foi um dos idealizadores da Semana de Arte Moderna, marco da história da arte brasileira. Outro projeto de Oscar Niemeyer que também possui obras de Di Cavalcanti é o Edifício Califórnia.
Na década de 1990, a obra de Di Cavalcanti foi atingida por uma fogueira construída por moradores de rua, devido ao frio. Por causa disso, as pastilhas de vidro foram trocadas por pastilhas de cerâmica.

### Tombamento
Na resolução número 04/2004, de 13 de abril de 2004, a Prefeitura, a Secretaria Municipal de Cultura e o Departamento do Patrimônio Histórico decidiram por tombar o painel de Di Cavalcanti localizado na fachada do prédio, assim como as áreas externas e internas do Triângulo.
A decisão foi sugerida pelo Conselho Municipal de Preservação do Patrimônio Histórico, Cultural e Ambiental da Cidade de São Paulo (CONPRESP), a partir da Lei 10 032/85.
O documento apresenta três artigos. No primeiro, informa-se o tombamento “das partes externas do térreo, onde se situam os painéis de Di Cavalcanti, e as dependências internas que levam ao hall do subsolo e o próprio hall”. No segundo, explicita-se a obrigatoriedade de se manter as características originais da construção e, no terceiro, de informar ao órgão no caso de qualquer mudança que seja necessária.

## Estado atual
Atualmente, o Edifício Triângulo mantém sua função de prédio comercial e de serviços. Encontram-se, em seu entorno, cerca de nove lojas e, dentro do edifício, 72 escritórios de empresas. Calcula-se que passem por ele cerca de mil visitantes por dia, de acordo com o Último Segundo, do portal iG.

### Conservação

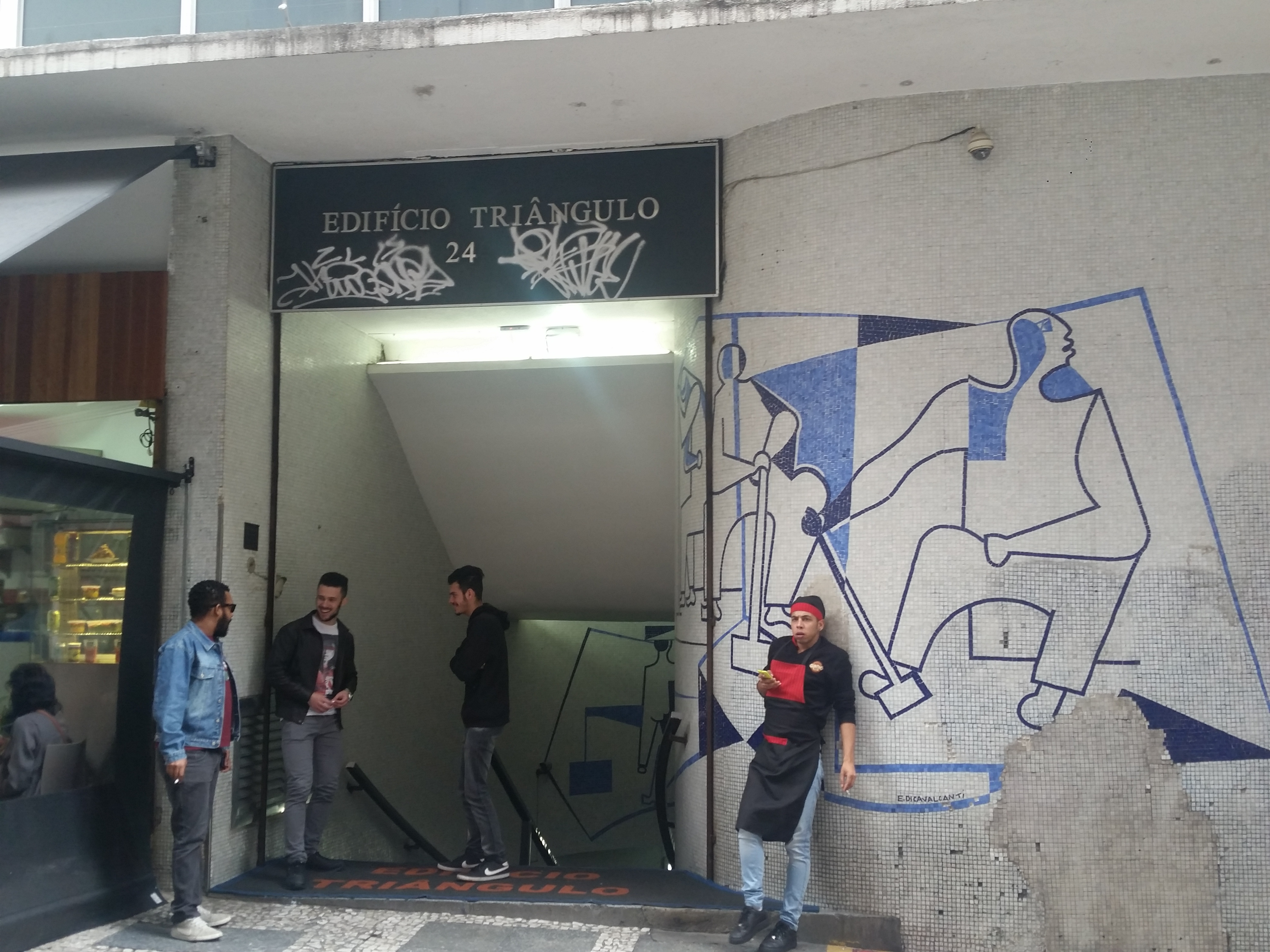
Painel de Di Cavalcanti deteriorado

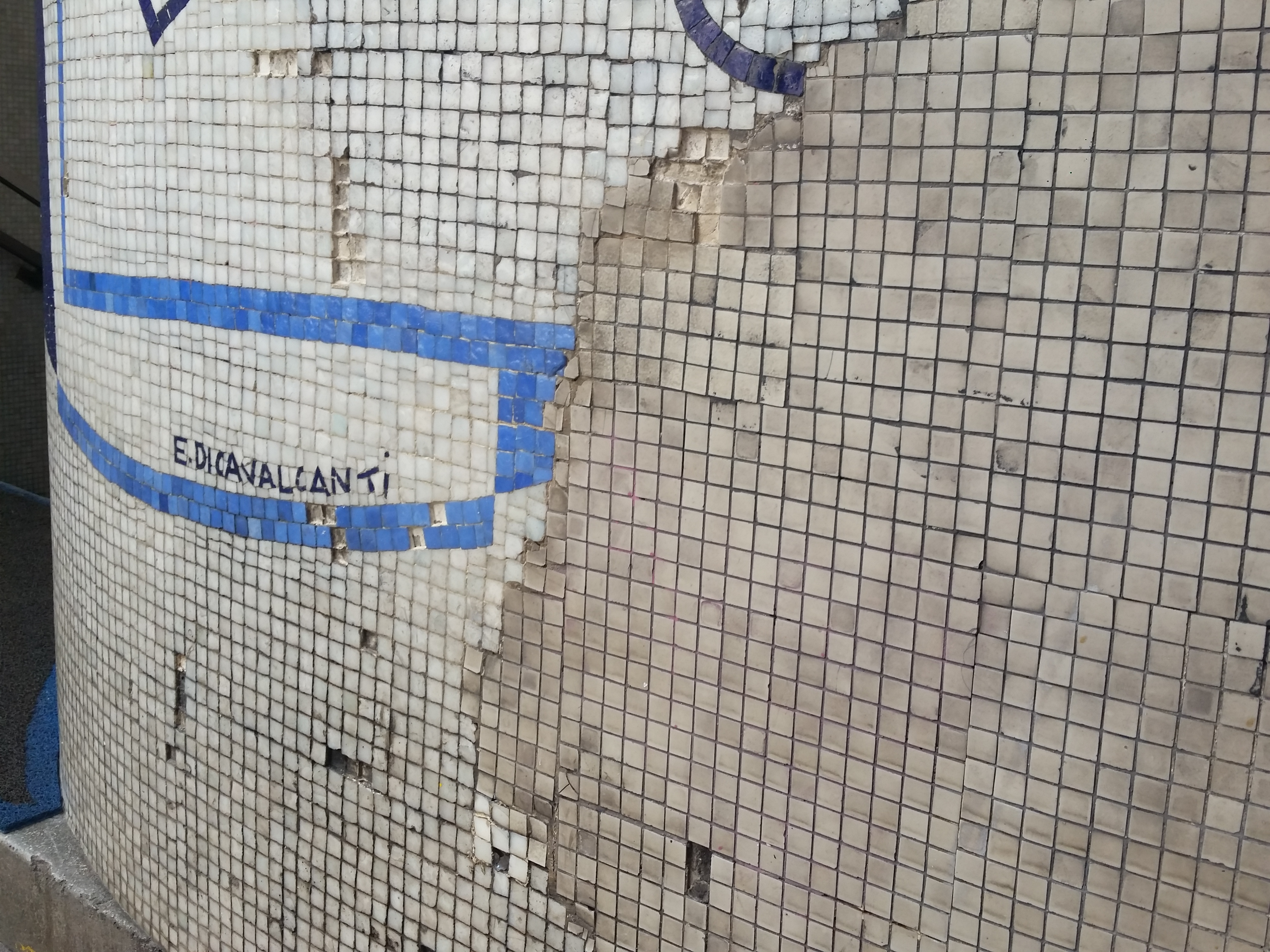
Edifício Triângulo 18

O estado de descaracterização do Edifício Triângulo é alto, principalmente por se localizar em uma área pouco conservada da cidade de São Paulo. Nos anos 1990, a obra de Di Cavalcanti foi atingida por um pequeno incêndio, causado por uma fogueira de moradores de rua que tentavam se proteger do frio, segundo reportagem da Folha de S.Paulo.
Em 2009, a fachada passou por uma espécie de reforma, bancada pelos condôminos, e posteriormente as pastilhas de vidro que formavam o painel foram substituídas por pastilhas de cerâmica.
Em 2012, o DPH (Departamento do Patrimônio Histórico) informou que avaliaria o estado do painel e informaria o condomínio, notificando que a restauração poderia ser feita a partir de recursos em programas governamentais de incentivo à cultura. Mesmo em 2016, o painel continuava deformado.